# Terrifier 3
Terrifier 3 és una pel·lícula slasher nadalenca estatunidenca del 2024 coproduït, escrit, editat i dirigit per Damien Leone. És la seqüela de Terrifier 2 (2022) i la tercera entrega de la sèrie de pel·lícules Terrifier. La pel·lícula és protagonitzada per David Howard Thornton, Lauren LaVera, Elliott Fullam i Samantha Scaffidi. Els dies previs a Nadal, Sienna Shaw intenta reconstruir la seva vida, mentre la persegueix Art the Clown al costat del seu nou còmplice, una posseïda Victoria Heyes. S'ha subtitulat al català.
Després de l'èxit de crítica i comercial de Terrifier 2, Leone va començar a escriure per a la tercera pel·lícula amb plans per a una narrativa global. Leone volia donar a Victoria un lloc més destacat, ja que lamentava haver deixat el personatge subdesenvolupat a la primera pel·lícula. La fotografia principal va començar el febrer de 2024 amb un pressupost de 2 milions de dòlars i va acabar aquell abril.
Terrifier 3 es va estrenar al Fantastic Fest el 19 de setembre de 2024 i es va estrenar als Estats Units l'11 d'octubre per Cineverse i Iconic Events Releasing. Va rebre crítiques positives i va ser un èxit comercial, amb una recaptació de 90,3 milions de dòlars, convertint-se en la pel·lícula sense classificació més taquillera de tots els temps, la pel·lícula més taquillera de Cineverse i la pel·lícula més taquillera de la franquícia.

## Argument
Després de ser decapitat per Sienna Shaw, El cos sense cap d'Art the Clown decapita un agent de policia que respon a l'incident, i es dirigeix cap a l'asil on la supervivent Victoria Heyes, ara posseïda per la Nena Pàl·lida, acaba de donar a llum el cap d'Art. Art torna a unir el seu cap al seu cos; ell i la Victòria maten una infermera i un guàrdia abans d'entrar a una casa abandonada i entrar a hibernació.
Cinc anys més tard, Sienna és alliberada d'un centre de salut mental per quedar-se amb la seva tia Jess, el seu oncle Greg i la seva cosina Gabbie, que idolatra Sienna però no té coneixement dels esdeveniments que va patir. La Sienna pateix la culpa de supervivent i experimenta una al·lucinació de la seva difunta millor amiga Brooke, de la qual se sent responsable de la mort. Ella lluita per tornar a connectar amb el seu germà petit Jonathan, que ara està a la universitat. Art i Victoria són despertats per dos treballadors de l'enderroc; maten els treballadors. Llavors, Art mata a dos homes a trets i mata un imitador del Santa Claus en un bar amb nitrogen líquid i agafa el seu vestit de Pare Noel, i després mata brutalment una família amb una destral a casa seva. Al matí, Art es fa passar pel Pare Noel del centre comercial i utilitza explosius disfressats de regals per matar diverses persones, moltes d'elles nens. Sienna creu que veu l'Art al centre comercial disfressat abans de l'explosió, però no ho diu a la seva família.
La Sienna visita en Jonathan a la seva universitat, on coneix el company de pis d'en Jonathan, Cole, i la seva xicota Mia, que presenta un podcast de crim real. La Mia pressiona la Sienna i el Jonathan perquè participin en una entrevista sobre la massacre del comtat de Miles, però la Sienna ataca. Sienna li confessa a Jonathan que creu que l'Art encara està viu, i li ensenya una carta que li va escriure mentre estava a l'hospital psiquiàtric, que diu que els dimonis poden entrar al nostre món mitjançant la possessió d'amfitrions com la Victoria amb l'ajuda d'assassins malvats i depravats com Art. Li diu a Jonathan que planeja tornar a l'atracció encantada de Terrifier per recuperar l'espasa del seu pare. Art arriba a la universitat i mata Mia i Cole amb una motoserra. Sienna s'assabenta dels assassinats del centre comercial a les notícies i entra en pànic, exigint a Jonathan que torni a casa de la universitat i advertint a la família que no estan segurs. Greg marxa a recollir en Jonathan mentre la Sienna s'adorm. Ella somia amb el seu pare i amb els àngels elaborant l'armadura amb el vestit de guerrer que ell li va dibuixar. La Sienna es desperta per sentir la Jess i el Greg a la planta baixa discutint què haurien de fer davant l'empitjorament de la seva condició. Quan ella entra al menjador, Sienna, en canvi, troba l'Art i la Victoria decorant el cos decapitat i eviscerat enganxat a la paret. Sienna corre però l'Art la incapacita amb un mall.
Sienna recupera la consciència i es troba amb ls Jess lligades a cadires i amordaçades. La Victoria els mostra un cap sense pell que està sent consumit per rates, dient a Jess que és el cap de Gabbie. L'Art i la Victoria maten la Jess clavant-li un tub a la gola, forçant les rates a baixar-hi i tallant-li la gola. L'Art entra amb Gabbie com a ostatge, i la Victoria li diu a Sienna que el cap és en realitat el cap de Jonathan. La Victòria posa una corona d'espines al cap de Sienna i intenta posseir-la, però ella es resisteix. La Victòria li diu a la Sienna que obri el seu regal de Nadal de Gabbie, que, desconegut per a Victoria, conté l'espasa de la Sienna. Sienna s'allibera i utilitza l'espasa per tallar la gola d'Art i decapitar Victoria. El bassal de sang de Victoria crema a través del terra i crea un portal a l'infern, en el qual cau Gabbie. Malgrat els esforços de la Sienna, Gabbie cau a l'abisme amb l'espasa. L'Art fuig per una finestra i puja a un autobús urbà, i Sienna mira les seves mans ferides mentre es curen, prometent trobar i rescatar a Gabbie.

## Repartiment
- David Howard Thornton com a Art the Clown
- Lauren LaVera com a Sienna Shaw, la germana gran de Jonathan i la que va decapitar Art a la pel·lícula anterior i ara és alliberada d'un centre de salut mental.
  - Luciana Elisa Quiñonez com a jove Sienna
- Elliott Fullam com a Jonathan Shaw, el germà petit de Sienna que ara està a la universitat i intenta seguir endavant amb la vida després dels esdeveniments que havia viscut.
- Samantha Scaffidi com a Victoria Heyes, la germana petita de la víctima d'Art, Tara Heyes, i l'única supervivent dels esdeveniments de la primera pel·lícula, que és posseïda per la Nena Pàl·lida i actua com a companya en el crim d'Art.
- Margaret Anne Florence com a Jess Shaw, la dona de Greg, la mare de Gabbie i la tia de Sienna i Jonathan, que és la germana gran de la seva mare Barbara.
- Bryce Johnson com a Greg Shaw, el marit de Jess, el pare de Gabbie i oncle de Sienna i Jonathan
- Antonella Rose com a Gabbie Shaw, la filla de Jess i Greg i la cosina de Sienna i Jonathan que idolatra Sienna
- Chris Jericho com Adam Burke, un encarregat de l'Hospital Psiquiàtric del Comtat de Miles
- Daniel Roebuck com a Santa Claus
- Tom Savini com a espectador
- Jason Patric com a Michael Shaw, el pare de Sienna i Jonathan que és un artista que va morir d'un tumor cerebral
- Krsy Fox com a Jennifer
- Alexa Blair Robertson com a Mia, la xicota de Cole i una veritable entusiasta del crim obsessionat amb la massacre del comtat de Miles
- Mason Mecartea com a Cole, el company de dormitori de Jonathan
- Stephen Cofield Jr. com a oficial Evans
- Clint Howard com a Smokey
- Annie Lederman com a copresentadora de Graven Image
- Bradley Stryker com a Eddie
- Jon Abrahams com a Dennis

## Producció

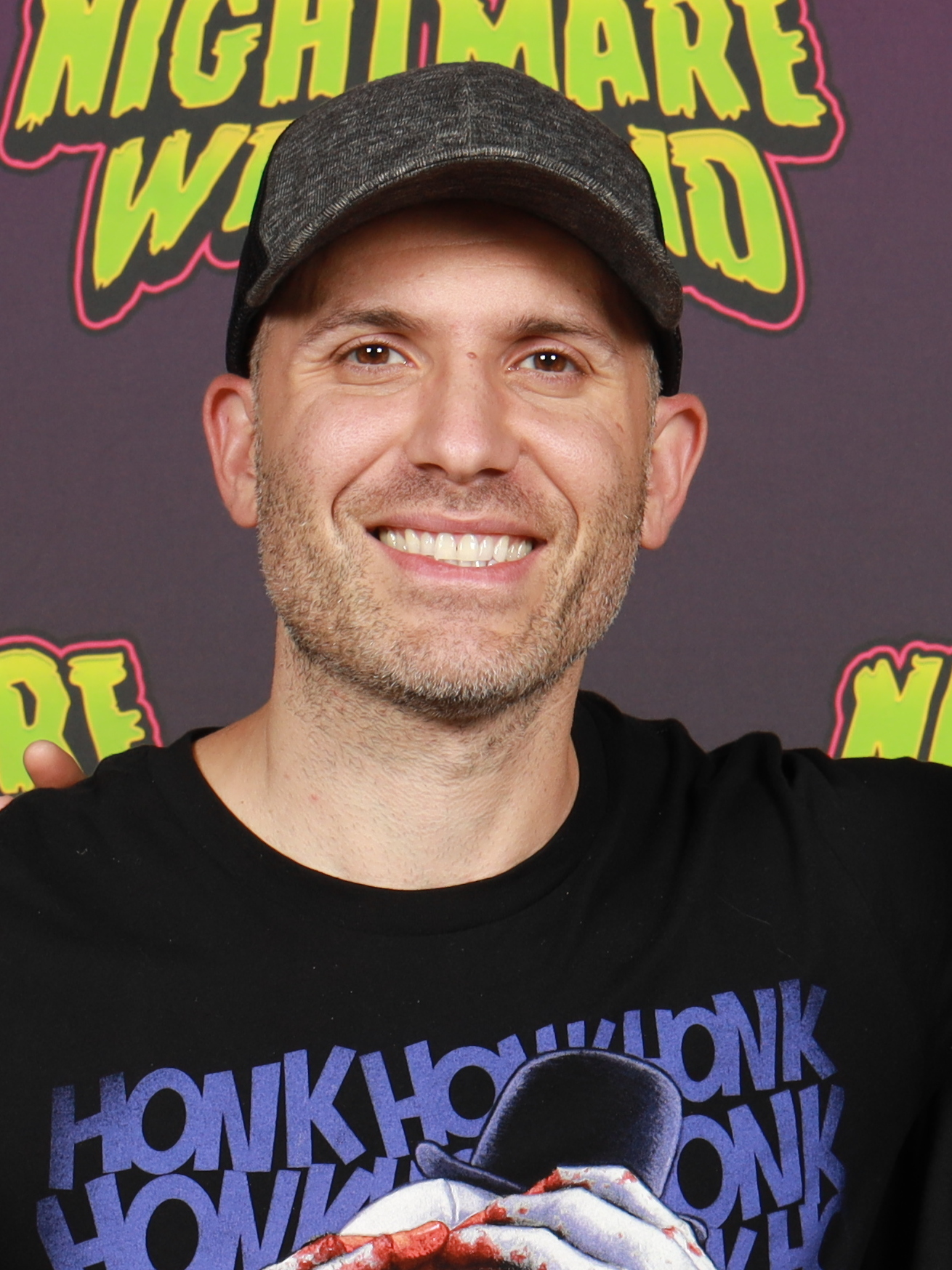
El director i creador del la franquícia Terrifier Damien Leone

Aquesta pel·lícula va comptar amb el personatge de Victoria Heyes, l'heroïna convertida en dolenta de Terrifier (2016), en un paper molt més destacat en comparació amb la pel·lícula de 2016 i la seva seqüela de 2022, amb el més gran lament de Damien Leone perquè la primera pel·lícula la va deixar subdesenvolupada. El final original de Terrifier 2 va provocar la desaparició de Victoria a l'obertura d'aquesta pel·lícula, però Leone va considerar que era massa semblant al concepte de Malignant (2021). Mentre conceptualitzava l'escena del part, va decidir que volia mantenir viva la Victòria i donar-li un desenvolupament significatiu del seu personatge, ja que li agradava treballar amb Samantha Scaffidi.
El desembre de 2023, es va confirmar que Chris Jericho havia d'aparèixer a Terrifier 3. L'abril de 2024, es va confirmar que Daniel Roebuck havia d'aparèixer com a Santa Claus a Terrifier 3.
El maig de 2024, es va anunciar que Tom Savini havia d'aparèixer a Terrifier 3. El juny de 2024, es va anunciar que Jason Patric havia d'aparèixer a Terrifier 3. El juliol de 2024, es va anunciar que Antonella Rose, Krsy Fox, Clint Howard i Jon Abrahams estaven preparats per aparèixer a Terrifier 3.
El maig de 2023, es va anunciar que s'esperava que Terrifier 3 comencés a rodar-se al novembre o desembre de 2023. La fotografia principal va començar el febrer de 2024 i es va acabar l'abril de 2024, amb escenes addicionals completades a Nova York fins a principis/mitjans de juny. Leone va optar per rodar la pel·lícula amb lents anamòrfiques Panavision amb la intenció de fer que la pel·lícula sembli una "pel·lícula vintage de John Carpenter". La producció de la pel·lícula va costar 2 milions de dòlars, més que el pressupost de 250.000 dòlars del seu predecessor; Variety va descriure el pressupost com a "encara molt baix per als estàndards de Hollywood".

## Estrena
Terrifier 3 es va estrenar als Estats Units l'11 d'octubre de 2024, per Cineverse, que va adquirir els drets de distribució el juny de 2023, establint-lo per a una estrena àmplia en col·laboració amb Iconic Events Releasing, amb un debut exclusiu a l’antic servei en streaming  Screambox. Originalment estava programada per al 25 d'octubre, però es va avançar a la seva nova data el maig de 2024. La pel·lícula es va estrenar la nit d'estrena al Fantastic Fest el 19 de setembre de 2024. La pel·lícula es va estrenar a AMC Theatres seleccionats com a doble sessió amb Terrifier 2, seguida d'un vídeo musical de presentació de la cançó oficial de la pel·lícula "A Work of Art" d’Ice Nine Kills, amb el baixista System of a Down Shavo Odadjian, que es va estrenar com a senzill juntament amb l'estrena a les sales de la pel·lícula l'11 d'octubre.
Cineverse va gastar menys de 5 milions de dòlars per adquirir i comercialitzar la pel·lícula; els costos de la publicitat van ser de 500.000 dòlars (ja que la pel·lícula es va comercialitzar en gran part a la base de fans de Cineverse de Bloody Disgusting i 80 milions de subscriptors de transmissió en 30 canals) i els costos d'adquisició addicionals es van cobrir amb un préstec de 3,67 milions de dòlars com a màxim, i el prestador va rebre el 15% de royalties, amb un límit de 6,4 milions de dòlars. La pel·lícula no s'ha presentat per la  Classificació de la Motion Picture Association per evitar una classificació NC-17.

### Mitjans domèstics
Terrifier 3 es va llançar digitalment el 26 de novembre de 2024. A Austràlia, Umbrella Entertainment estrenarà la pel·lícula en una caixa de 4 pel·lícules, juntament amb All Hallows' Eve, Terrifier, Terrifier 2 i Terrifier 3 en Ultra HD Blu-ray, Blu-ray, DVD i VHS el 31 de gener de 2025.

## Recepció

### Taquilla
Terrifier 3 va recaptar 54 milions de dòlars als Estats Units i Canadà, i 36,3 milions en altres territoris, per un total mundial de 90,3 milions.
Als Estats Units i al Canadà, Terrifier 3 es va projectar en 10-11 milions de dòlars bruts de 2.514 cinemes el seu cap de setmana d'obertura, amb una estimació de Boxoffice Pro en 12-18 milions de dòlars. La pel·lícula va guanyar 8,2 milions de dòlars el primer dia (inclosos 2,6 milions de dòlars de les previsualitzacions de dijous a la nit). Va debutar amb 18,9 milions de dòlars, superant la taquilla. Com a pel·lícula independent, Terrifier 3 es va situar necessàriament per davant del vestigi de DC Comics Joker: Folie à Deux. Les cadenes de cinemes van tractar la pel·lícula sense classificació com una pel·lícula amb classificació R, rebutjant els assistents de 17 anys o menys si no anaven acompanyats d'un pare o tutor; dues fonts de distribució van especular que més gent va veure la pel·lícula de la que es va informar, teoritzant que un "cop notable" en els guanys de The Wild Robot aquell cap de setmana va ser el resultat que els adolescents van comprar entrades per a The Wild Robot i després es van colar a les projeccions de Terrifier 3. La tendència va continuar fins al primer dilluns de la pel·lícula, durant el qual va guanyar 2,6 milions de dòlars, i el seu total de quatre dies va arribar a 21,5 milions de dòlars. En el seu segon cap de setmana, la pel·lícula va guanyar 9,3 milions de dòlars (una caiguda del 51%), i va quedar tercera.Aleshores, la pel·lícula va guanyar 4,8 milions de dòlars el seu tercer cap de setmana, acabant en sisè lloc.
A França, la pel·lícula va obrir la taquilla número u el seu primer dia amb 45.000 entrades, més que altres pel·lícules de terror com Saw X (35.000) i Smile (33.000). A Polònia, Terrifier 3 va vendre prop de 140.000 entrades durant el cap de setmana d'obertura. A Mèxic, la pel·lícula va recaptar 1,5 milions de dòlars el cap de setmana d'obertura, tot i ser una pel·lícula rara amb classificació D per la RTC, un equivalent a una pel·lícula classificada per NC-17 en aquest país.

### Resposta crítica
Al lloc web de l'agregador de ressenyes Rotten Tomatoes, el 78% de les 122 crítiques són positives, amb una valoració mitjana de 6,4/10. El consens del lloc web diu: "Agafant una destral per animar el Nadal i tot el que hi ha al seu pas, Terrifier 3 és un fantàstic embutidor de mitges per a la temporada de vacances". Metacritic, que utilitza una mitjana ponderada, va assignar a la pel·lícula una puntuació de 62 sobre 100, basada en 19 crítiques, indicant "generalment favorables".
El públic enquestat per CinemaScore va donar a la pel·lícula una nota mitjana de "B" en una escala A+ a F, mentre que els enquestats per PostTrak li van donar una puntuació global positiva del 76%, amb un 59% de definitivament la recomanarien.
Escrivint per a Slant Magazine, Rocco T. Thompson va descriure la història com a "mig formada", però va elogiar les actuacions principals i els efectes pràctics. Thompson va destacar l'actuació de Scaffidi en particular: "és la sorprenentment esgarrifosa Victoria Heyes qui emergeix com la vilana MVP de la pel·lícula, i amb l'aclaparador Art sovint interpretant les seves escenes junts. A través de tot això, Scaffidi emana una esgarrifosa sensació de maldat per sota de quilos de pròtesis." Thompson també va assenyalar que LaVera va aportar "intensitat emocional a la narració" en el seu retrat. En una ressenya per a The Austin Chronicle, Richard Whittaker va destacar la contínua construcció del món de la pel·lícula, la transgressivitat del personatge Art i l'augment de la importància de Victoria com a vilà a la sèrie. De la mateixa manera, Matthew Jackson de The A. V. Club va elogiar el guió i les actuacions de Thornton i LaVera. Jackson va declarar que LaVera "es consolida com una de les noves estrelles més brillants de terror amb la seva segona vegada com a Sienna Shaw." En una crítica positiva per a IndieWire, Alison Foreman va destacar el guió com a "confiat i còmode". Va elogiar el desenvolupament tant de Sienna com de Victòria, descrivint aquesta última com "l'arma secreta" de Leone. Foreman afirma que la pel·lícula ofereix als dos personatges "molta història per portar".

### Respostes internacionals
El Comitè de Classificació de França va prohibir veure la pel·lícula als espectadors menors de 18 anys, la primera vegada que s'havia emès una prohibició d'aquest tipus des de l'estrena de Saw III el 2006. Hi va haver informes de públic que vomitava i sortia dels cinemes després de veure l'escena d'obertura de la pel·lícula al Regne Unit. S'ha informat que dues persones es van desmaiar durant una projecció de la pel·lícula a Austràlia.

## Seqüela
El 2023, Damien Leone va parlar sobre els plans per a un potencial Terrifier 4. El setembre de 2024, Leone va confirmar oficialment que Terrifier 4 estava en desenvolupament. Tot i que originàriament pretenia ser la conclusió de la franquícia, l'octubre de 2024, Leone va aclarir els seus comentaris sobre Terrifier 4 que probablement seria la pel·lícula final, afirmant que l'anunci era una mica "prematur" i no estava segur de si la conclusió de la franquícia s'allargaria més d'una o dues pel·lícules més. El 29 de gener de 2025, Damien Leone va publicar a les seves xarxes socials que Terrifier 4 marcarà el final de la franquícia i els fans aprendran més sobre la història i les activitats d'Art abans de la primera pel·lícula.